# Nikon D40x
Nikon D40x är en digital systemkamera med Nikon F-bajonett. Kameran tillverkas av det japanska företaget Nikon. 
Kameran tar foton i en upplösning av 10,2 megapixlar och kan ta bilder i både JPEG och Nikon Electronic Format en typ av RAW-format. 
Bildsensorn är i APS-C-storlek (23,6x15,8 mm). Samma typ av bildsensor sitter också i de större kamerorna Nikon D80 och Nikon D200.
Kameran saknar inbyggd autofokusmotor vilket betyder att endast Nikonobjektiv med AF-I eller AF-S-beteckning kan användas i autofokusläge med D40x. Objektiv med beteckningen AF, AF-D, AF-G och AF-N kan endast användas i manuellt fokuseringsläge.
Många nyare tredjepartsobjektiv har numera inbyggd fokusmotor och är kompatibla med D40x.